# Salut wolkański

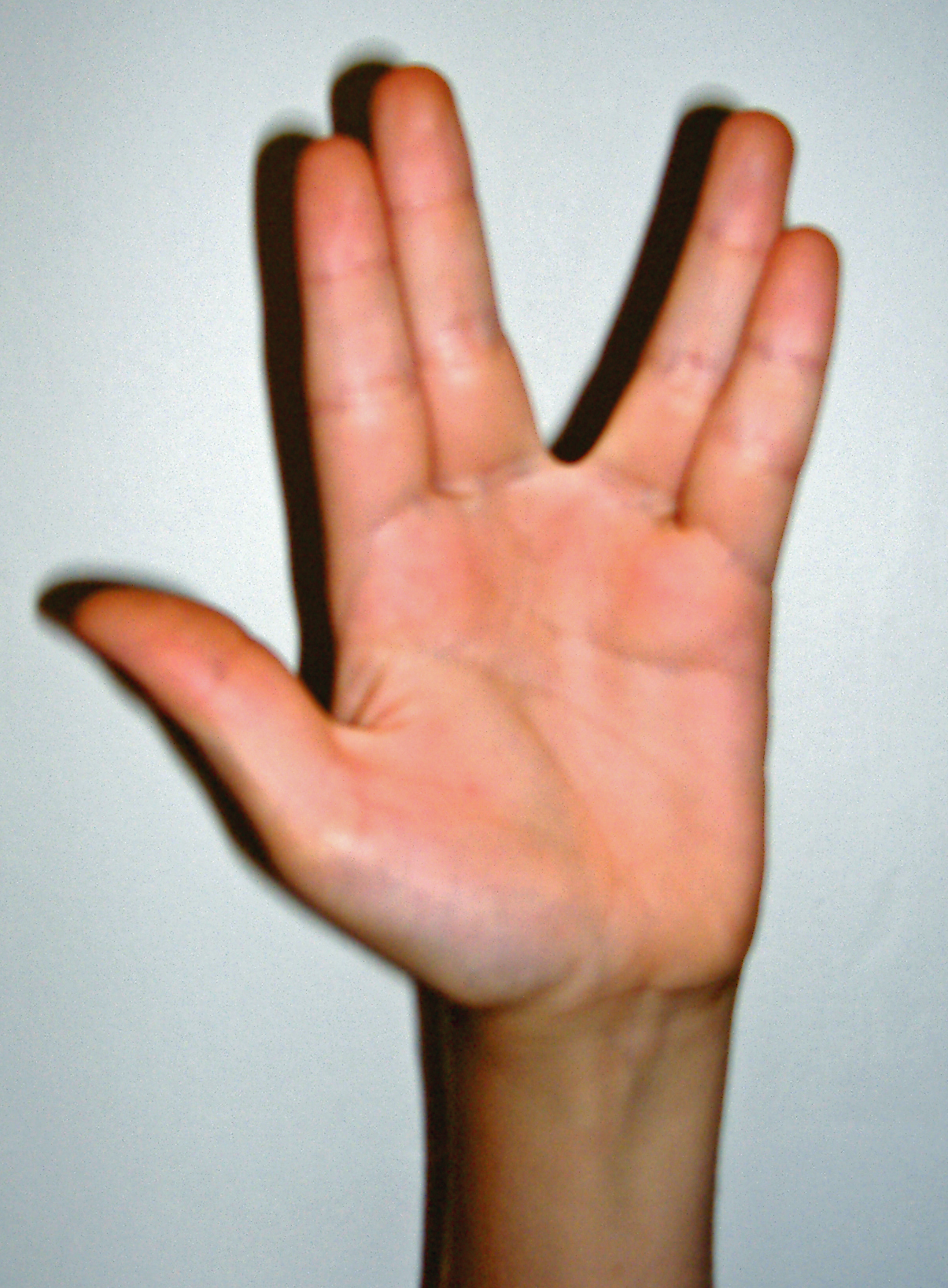
Salut wolkański wykonywany lewą ręką.

Salut wolkański (ang. Vulcan salute) – gest wykonywany ręką, stworzony na potrzeby serialu telewizyjnego Star Trek: Seria oryginalna przez Leonarda Nimoya; jeden z bardziej rozpoznawalnych symboli serii Star Trek. Stanowi powitanie fikcyjnej, kosmicznej rasy Wolkan.

## Wykonywanie
Gest wykonuje się przez uniesienie prawej lub lewej dłoni, łącząc palec mały z serdecznym oraz środkowy ze wskazującym, z pozostawieniem przerwy między nimi.
Po wykonaniu salutu zostaje wymówione pozdrowienie Żyj długo i pomyślnie. W języku wolkańskim brzmi ono dif-tor heh smusma, a po angielsku Live long and prosper, co czasem jest tłumaczone jako Żyj długo i w dostatku bądź Żyj długo i dostatnio.

## Historia

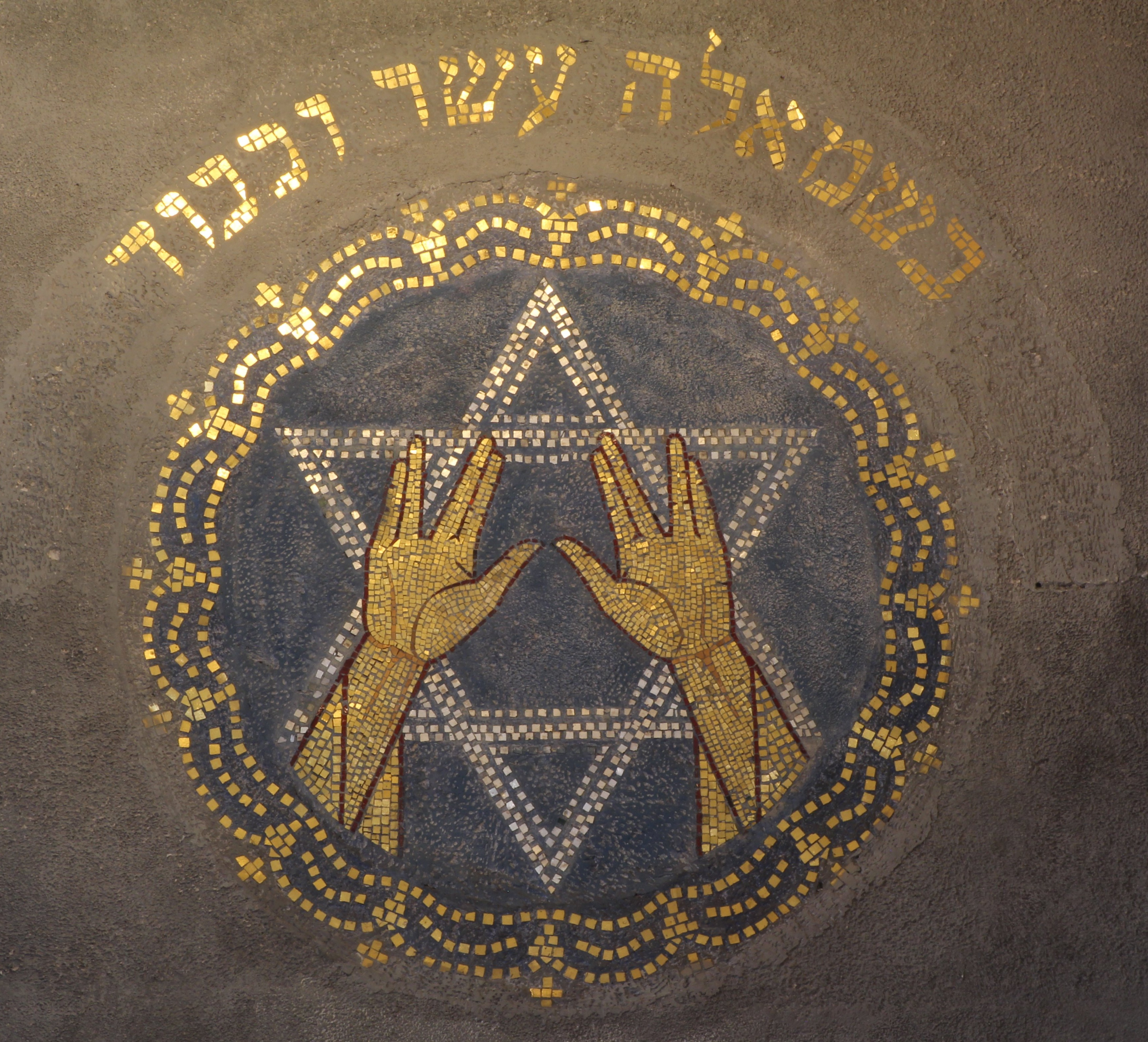
Mozaika z synagogi w Enschede, w Holandii.

Salut wolkański został opracowany przez Leonarda Nimoya na potrzeby serialu Star Trek: Seria oryginalna w którym aktor wcielił się w Spocka – pierwszego oficera statku kosmicznego USS Enterprise NCC-1701 – będącego pół-Wolkaninem, półczłowiekiem. Gest ten po raz pierwszy pojawił się w 1967 roku, w pierwszym odcinku drugiego sezonu, zatytułowanym Amok. Rok później w wywiadzie udzielonym New York Times salut wolkański opisano jako "zdwojoną wersję Victorii Winstona Churchilla".
W swojej autobiografii zatytułowanej I Am Not Spock Nimoy napisał, że salut opiera się na geście wykonywanym przy błogosławieństwie kapłańskim, wykonywanym przez kohenów poprzez uniesienie obu rąk, z przystawieniem do siebie kciuków przy takim samym ułożeniu palców jak w salucie. Gest ten jest wzorowany na hebrajskiej literze Szin (znak: ש), która symbolizowała El Szaddaj – jedno z imion Boga w Starym Testamencie, jak również Szechinę i powitanie Szalom.
Po śmierci Leonarda Nimoya 27 lutego 2015 roku, Barack Obama w swojej przemowie kondolencyjnej, nazwał salut wolkański uniwersalnym symbolem powitania Żyj długo i pomyślnie.
Tego samego dnia astronauta Terry Virts przebywający wtedy na Międzynarodowej Stacji Kosmicznej opublikował na Twitterze zdjęcie, na którym wykonywał ten gest w momencie przelotu nad Bostonem, w którym urodził się aktor. Następnego dnia astronautka Samantha Cristoforetti opublikowała na tym samym portalu społecznościowym swoje zdjęcie z wykonywaniem salutu wolkańskiego.

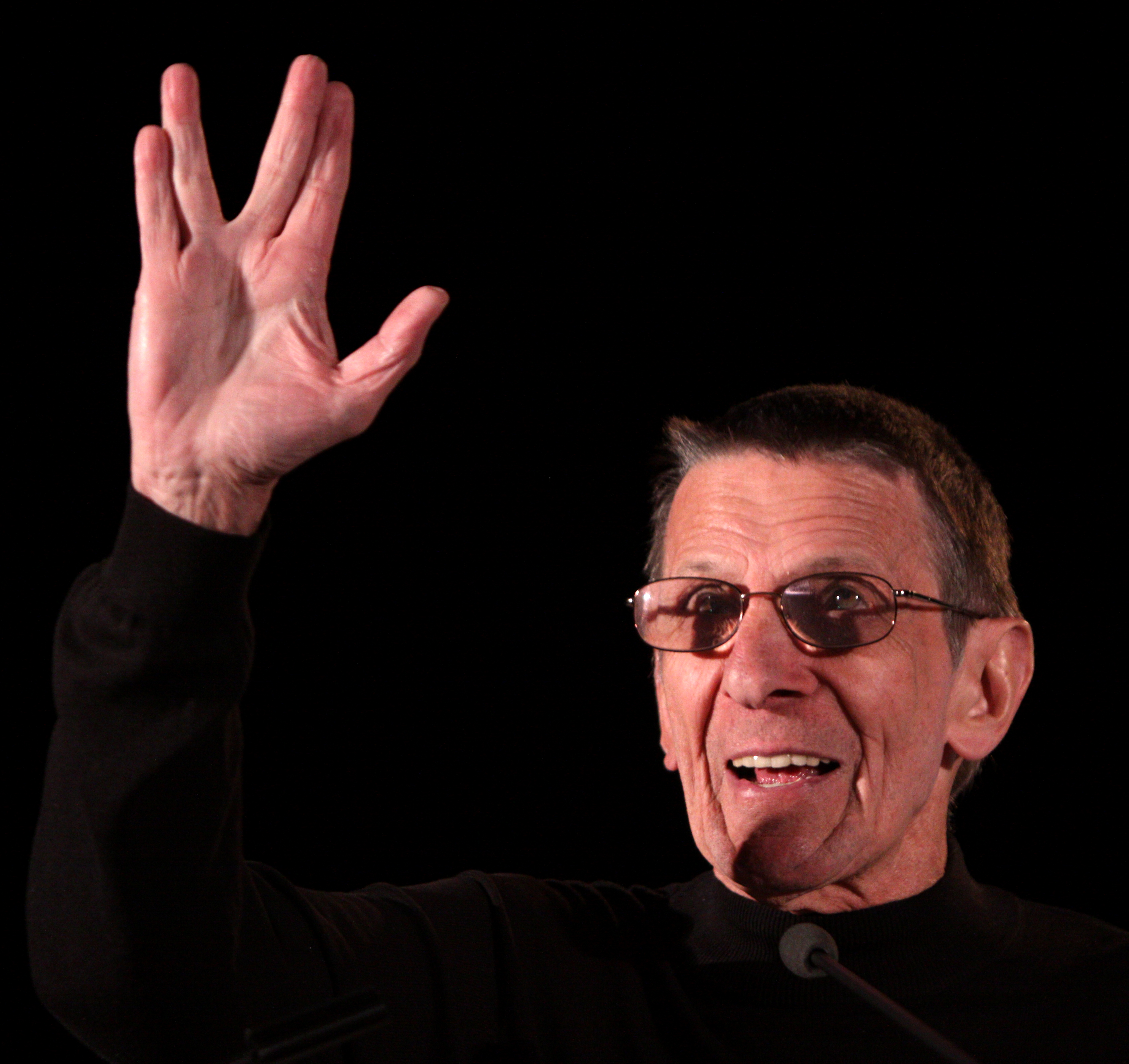
Leonard Nimoy salutujący w 2011 roku na Comiconie w Phoenix.
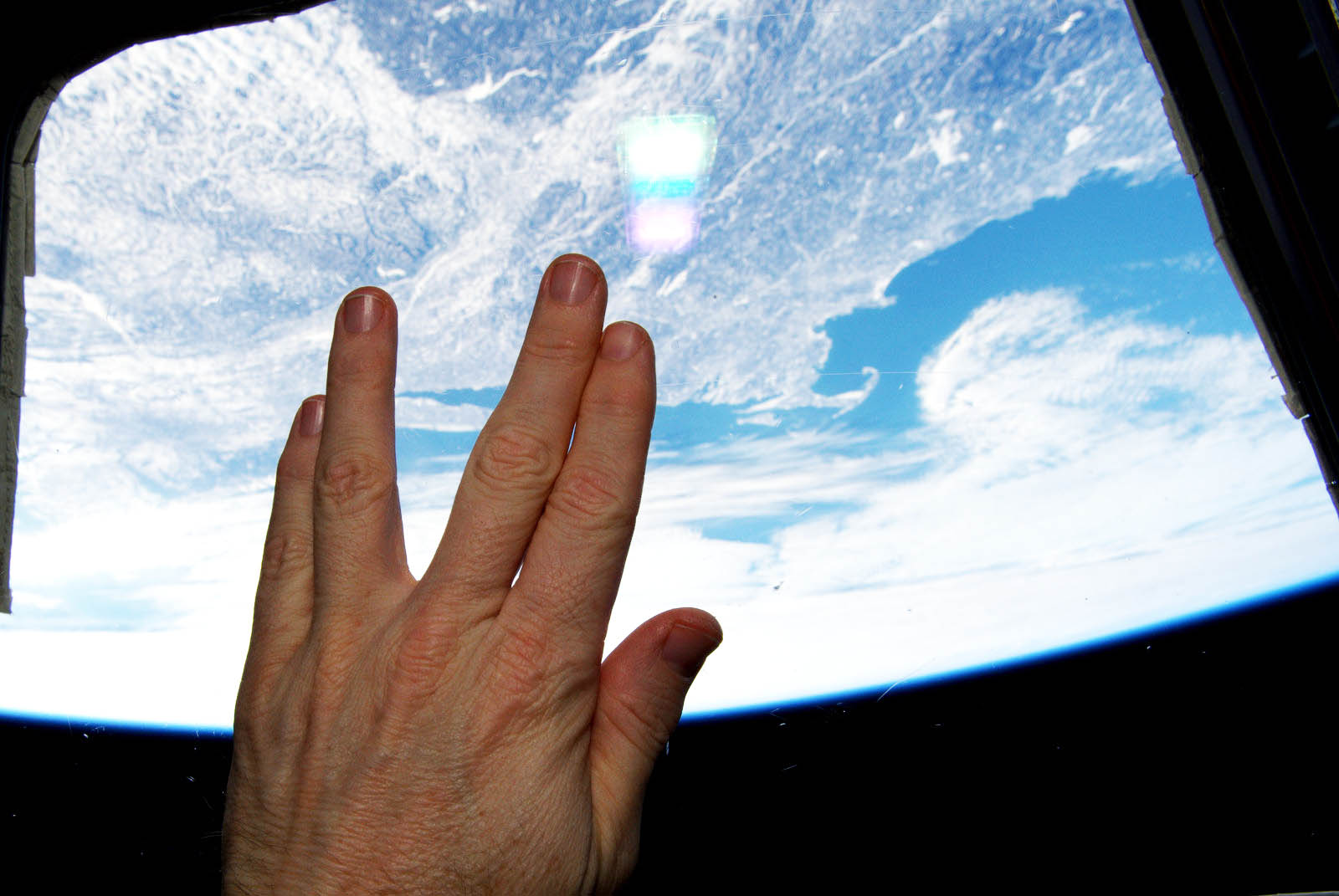
Salut wolkański wykonany przez Terry’ego Virtisa na MSK.
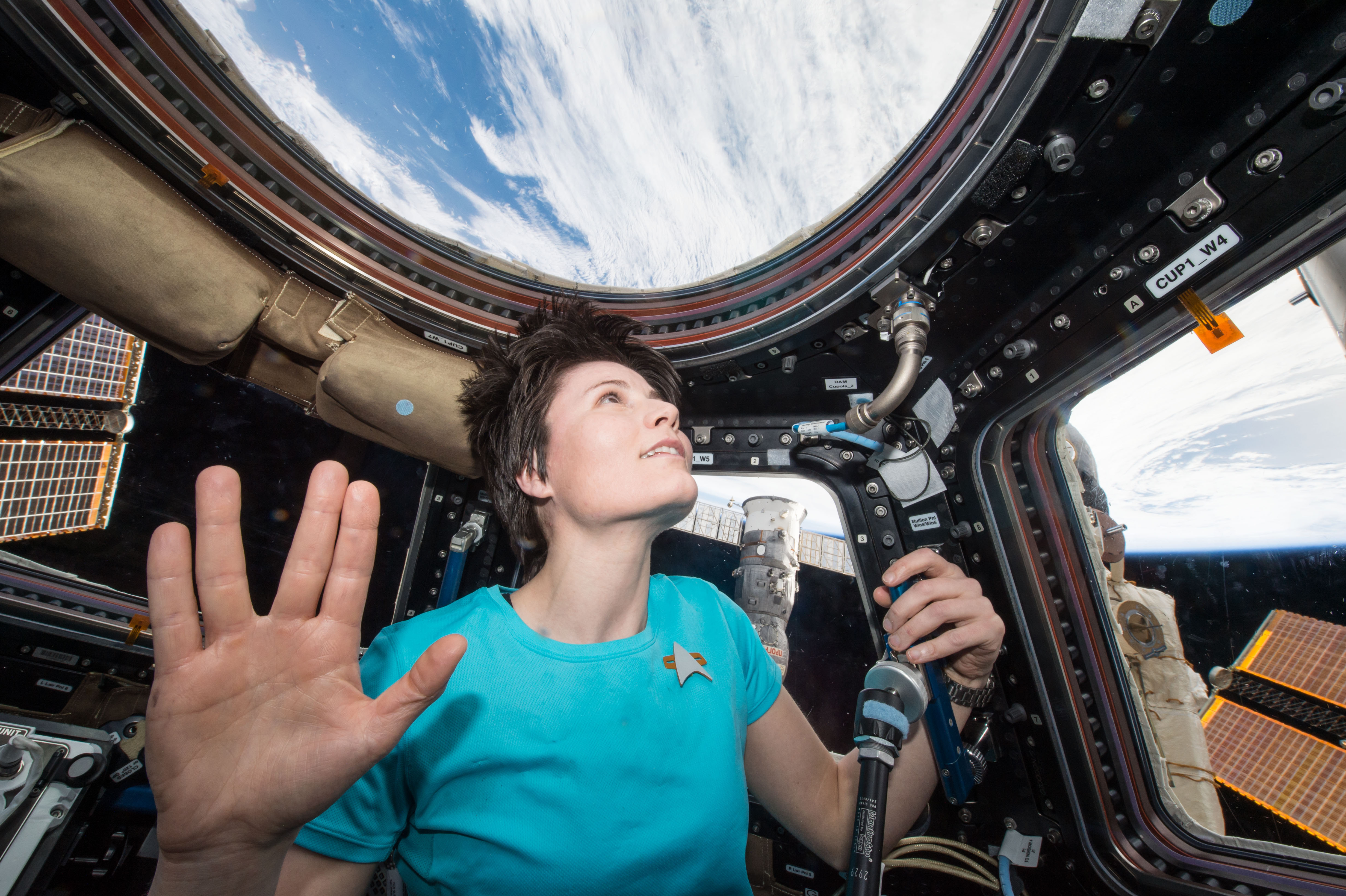
Samantha Cristoforetti wykonująca salut wolkański na MSK.

## Kultura masowa

Zależności pomiędzy gestami w grze. Kolejno od góry wedle ruchu wskazówek zegara przedstawiono nożyce, papier, kamień, jaszczurkę i Spocka.

Gest ten stał się jednym z najbardziej rozpoznawalnych symboli Star Treka. Na przestrzeni lat pojawiał się on w wielu filmach i serialach nie związanych z tą serią.
Między innymi wykorzystano go w grze towarzyskiej Papier, kamień, nożyce, jaszczurka, Spock pokazanej w serialu Teoria wielkiego podrywu. Gra została spopularyzowana przez 8. odcinek serii 2. noszący tytuł The Lizard-Spock Expansion. Gest nazywany Spock odnosi zwycięstwo wystawiony przeciwko nożycom oraz kamieniowi, a porażkę – z jaszczurką i papierem.
Salut pojawił się w serialu Gwiezdne wrota, w odcinkach Dzieci bogów, Rok 2010 oraz Ewolucja, część 1.

## Kodowanie komputerowe
16 czerwca 2014 roku w unikodowym standardzie 7.0 pod kodem U+1F596 został umieszczony znak nazwany Podniesiona ręka z przerwą między środkowym a serdecznym palcem (znak: 🖖).
| Grafika | Znak | Kod unikodowy | Nazwa unikodowa                                       | Nazwa polska                                                    |
| ------- | ---- | ------------- | ----------------------------------------------------- | --------------------------------------------------------------- |
|         | 🖖   | U+1F596       | RAISED HAND WITH PART BETWEEN MIDDLE AND RING FINGERS | Podniesiona ręka z przerwą między środkowym a serdecznym palcem |